# Walter Diekmann
Walter Diekmann, auch Walther Diekmann (* 29. Juni 1898 in Bünde, Westfalen; † 8. Dezember 1959 in Oldenburg (Oldenburg)) war ein deutscher Politiker (CDU). Er war Oberbürgermeister der Stadt Oldenburg.

## Leben
Walter Diekmann wurde bei den Wahlen im Oktober 1946 zum Oberbürgermeister gewählt und bekleidete dieses Amt vom 1. November 1946 bis zum 22. Juni 1950. Während seiner Dienstzeit setzte er sich für den sozialen Wohnungsbau in der Stadt ein, die im Jahr nach dem Krieg ihre Einwohnerzahl veranderthalbfachte. Von 20. April 1947 bis 30. April 1951 war er in der ersten Wahlperiode Mitglied des Niedersächsischen Landtages. Seit dem 28. März 1951 gehörte er der DP/CDU-Fraktion an.

## Quelle
- Webpräsenz Oldenburgs
- Barbara Simon: Abgeordnete in Niedersachsen 1946–1994. Biographisches Handbuch. Hrsg. vom Präsidenten des Niedersächsischen Landtages. Niedersächsischer Landtag, Hannover 1996, S. 73.

| Personendaten    | Personendaten                  |
| ---------------- | ------------------------------ |
| NAME             | Diekmann, Walter               |
| ALTERNATIVNAMEN  | Diekmann, Walther              |
| KURZBESCHREIBUNG | deutscher Politiker (CDU), MdL |
| GEBURTSDATUM     | 29. Juni 1898                  |
| GEBURTSORT       | Bünde, Westfalen               |
| STERBEDATUM      | 8. Dezember 1959               |
| STERBEORT        | Oldenburg (Oldenburg)          |